# Ganofillite
La ganofillite è un minerale appartenente al gruppo omonimo.